# Tenuis Cavus
Tenuis Cavus és una formació geològica de tipus cavus a la superfície de Mart, localitzada amb el sistema de coordenades planetocèntriques a 85.08 ° latitud N i 3.96 ° longitud E, que fa 51.53 km de diàmetre. El nom va ser aprovat per la UAI l'any 2006 i fa referència a una característica d'albedo.